# Старомарьевка (Ставропольский край)
Старома́рьевка — село в Грачёвском муниципальном округе Ставропольского края России.
Крупнейший населённый пункт округа (2021).

## Этимология
По данным В. А. Колесникова первоначальное наименование — Марьино (Марьевское) — возникло «согласно приказу руководившего колонизацией края генерал-губернатора Саратовского и Кавказского П. С. Потёмкина»:336. В «Энциклопедическом словаре Ставропольского края» (2006) приводится ещё одна версия, в соответствии с которой название поселению дал командир Хопёрского полка Конон Тимофеевич Устинов в честь своей жены Марии.
По данным В. Г. Гниловского, при образовании в 1834 году станицы Ново-Марьевской населённый пункт стал именоваться станицей Старо-Марьевской.
Варианты названия: Марьино, Старая Марьевка:337, Старомарьинское, Ставро-Марьевское, Старо-Марьевка, Старо-Марьевская, Старомарьевское.

## География
Село вытянуто вдоль автотрассы Р216 и реки Улы
Река Жилейка впадает в правый берег реки Горькая между селами Бешпагир и Старомарьевка.
Расстояние до краевого центра: 14 км.
Расстояние до районного центра: 22 км.

## История
На месте расположения современного села Старомарьевского находилось селение Марьино (Марьевское), основанное в 1786 году (по другим данным — в 1781 году или 1795 году) однодворцами из Воронежского, Курского наместничеств, а также других мест Центрального Черноземья:336. После того как первопоселенцы покинули эти земли в 1795 году «по причине низкого плодородия почвы и маловодья» и обосновались под Ставрополем, образовав там селение Новомарьевское, в том же году сюда заселились выходцы из Воронежского, Харьковского, Курского, Черниговского и иных наместничеств Украины и Юга России. Новое поселение стало называться слобода Старая Марьевка:336—337.
Во исполнение указа Правительствующего Сената от 31 декабря 1824 года по распоряжению Главноуправляющего в Кавказском крае и Грузии генерала А. П. Ермолова в 1825 году майорами Навагинского и Кабардинского пехотных полков Саблиным и Кудиновым в Кавказской области была проведена поверка ревизских сказок седьмой переписи. В результате установлено, что однодворцы составляли абсолютное большинство жителей во многих поселениях области, в том числе в Надежде, Тугулуке, Кугульте, Михайловке, Палагиаде, Покровском, Старомарьевке и др.
В 1832 году селение было переименовано в станицу Старомарьевскую с причислением к Ставропольскому казачьему полку, с 1845 года — 1-го Ставропольского полка Кавказского линейного казачьего войска.
16-18 октября 1837 Николай I инспектировал территорию нынешнего Ставрополья. Путь его лежал через города Пятигорск и Георгиевск, станицу Александрийскую, села Сухая Падина, Александровское, Калиновское, Сергиевское, хутор Базовый, село Старомарьевское, город Ставрополь, села Верхнерусское, Московское, Донское, Безопасное, Преградное и Медвеженское.
30 декабря 1869 года станица отчислена из Кубанского казачьего войска в гражданское состояние и получила статус села
На 1904 год село входило в первый стан Ставропольского уезда.
В 1924 году в селе Старомарьевка Ставропольского района Ставропольского округа Северо-Кавказского края начало работу машинное товарищество «Масловское». В 1928 году в Старомарьевке создан колхоз «Гигант», ставший крупнейшим на Ставрополье. В августе 1929 года (по другим данным — в марте 1935 года) образована Старомарьевская машинно-тракторная станция. В 1935 году организована Старомарьевская районная контора связи.
В 1935 году в составе Северо-Кавказского края (с 1937 года — Орджоникидзевский край, с 1943 года — Ставропольский край) был образован Старомарьевский район с центром в селе Старомарьевка.
12 октября 1938 года на территорию села проведены радио и телефон.
В сентябре 1942 года в селе Старомарьевка на территории колхоза им. Сталина гитлеровцы удушили автомобилях-душегубах 150 граждан мирного населения.
7 января 1943 года село освобождено от немецко-фашистских захватчиков.
20 августа 1953 года Старомарьевский район был упразднён с передачей его территории Ворошиловскому району Ставропольского края.
30 сентября 1958 года районный центр Спицевского района Ставропольского края из села Спицевка был перенесён в село Старомарьевка, а Спицевский район переименован в Старомарьевский район с центром в селе Кугульта. В 1959 году Старомарьевский район переименован в Шпаковский с перенесением районного центра в село Шпаковское.
До 16 марта 2020 года село было административным центром упразднённого Старомарьевского сельсовета.

## Население
| 1795  | 1811  | 1839  | 1845  | 1855  | 1861  | 1881  | 1897  | 1903  |
| ----- | ----- | ----- | ----- | ----- | ----- | ----- | ----- | ----- |
| 1010  | ↘654  | ↗1853 | ↘1814 | ↗1884 | ↘1832 | ↗2293 | ↗3608 | ↗4168 |
| 1908  | 1920  | 1925  | 1926  | 1939  | 1989  | 2002  | 2010  | 2014  |
| ↗4644 | ↗6120 | ↘4877 | ↗5970 | ↘3727 | ↗4781 | ↗5765 | ↗6044 | ↗6300 |
| 2021  |       |       |       |       |       |       |       |       |
| ↗6889 |       |       |       |       |       |       |       |       |

Гендерный состав
По итогам переписи населения 2010 года проживали 2846 мужчин (47,09 %) и 3198 женщин (52,91 %).
Национальный состав
По данным переписи 2002 года в национальной структуре населения преобладают русские (73 %).
По итогам переписи населения 2010 года проживали следующие национальности (национальности менее 1 %, см. в сноске к строке "Другие"):
| Национальность | Численность | Процент |
| -------------- | ----------- | ------- |
| Русские        | 4190        | 69,32   |
| Армяне         | 1298        | 21,48   |
| Даргинцы       | 108         | 1,79    |
| Лезгины        | 99          | 1,64    |
| Аварцы         | 94          | 1,56    |
| Другие         | 255         | 4,22    |
| Итого          | 6044        | 100,00  |

## Инфраструктура
- Администрация Старомарьевского сельсовета
- Совхоз «Старомарьевский». Организован в 1921 году[39]. Бывший мясосовхоз «Старомарьевский»[40]
- Дом культуры
- Амбулатория[41]
- Сбербанк, Доп.офис № 1859/06007
- Старомарьевская контейнерная станция ПРР 527101(код станции)
- Трасса для вейкборда[42]
- МУП «Старомарьевское» — сбор, использование, обезвреживание, транспортирование и размещение отходов
- Общественное открытое кладбище общей площадью 67 400 м²[43].
- Старомарьевская МТС. Ликвидирована в 1957 году[40]
- Колхоз им. Будённого. Ликвидирован в 1952 году[40]
- Колхоз им. Ворошилова. Ликвидирован в 1952 году[40]
- Колхоз им. Сталина. Ликвидирован в 1954 году[40]
- Хлебоприёмный пункт. Ликвидирован в 1986 году[40]

## Образование
- Детский сад № 12 «Рябинушка». Открыт 15 апреля 1981 года[44]. По другим данным 20 апреля 1979 года как детский комбинат № 18[45]
- Средняя общеобразовательная школа № 7
- Районная станция юных техников

## Солнечная электростанция
На территории села действует крупнейшая в России солнечная электростанция — Старомарьевская СЭС. В 2020 году её общая мощность составила 100 МВт.

## Религия
- Храм Покрова Пресвятой Богородицы. Открыт 15 октября 1988 года[19]

## Эпидемиология
- Находится в местности, отнесенной к активным природным очагам туляремии[47]

## Памятники
- Братская могила воинов, погибших в боях с белогвардейцами. 1918—1920, 1946 г.[48]
- Могила пионера В. Ковешникова, погибшего в борьбе с фашистами[49]
- Место расстрела фашистами В. Ковешникова. 1943, 1968 гг.[50][51]
- Братская могила советских воинов, погибших в боях с немецко-фашистскими захватчиками. 1942—1943, 1958 года[52]
- Братская могила жертв фашистского террора. 1942—1943, 1944 года[53]
- Памятник красным партизанам, погибшим в годы гражданской войны. 1958 год[54]